# 牛仔裤

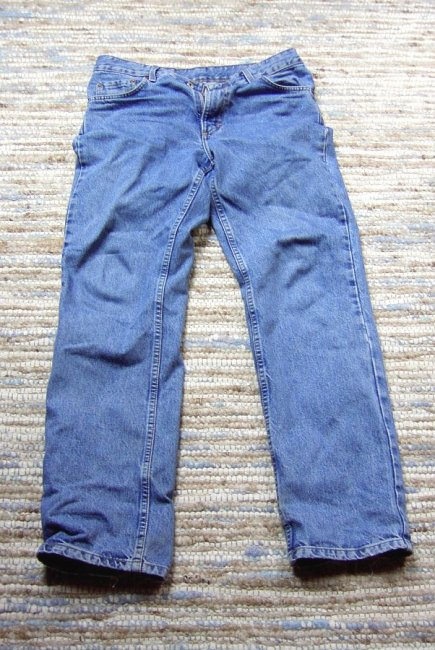
一条蓝色牛仔裤

牛仔裤是褲子的一種，于19世纪由美国人雅各布·W·戴維斯同巴伐利亞裔美国籍李維·史特勞斯发明并开始生产。

## 发明
1850年代末期，李維·史特勞斯來到美國旧金山。他原來是位布商，随身带着几匹本來用來製作帳幕用的帆布。他看到淘金工人穿着的棉布裤很容易磨破，便將其带來厚实的帆布裁做了低腰、直腿、臀围紧小的裤子出售，大大受到了淘金工人的欢迎。后来牛仔也喜欢上了这种用帆布做成的裤子，渐渐流行起来。李维进而把裤料改为靛蓝牛仔布，他的生意越做越大。1871年，李維·史特勞斯将他的牛仔裤申请了专利，正式成立Levi's公司，后发展成为国际性公司，他的产品遍及世界各地。
裁縫師雅各布·W·戴維斯向李維·史特勞斯提議添加「鉚釘」（tiny buttons），可防止縫線鬆脫，並強化牛仔褲耐用。
牛仔褲為美国最初為加州淘金工人所設計的牛仔褲，後來變成普遍的工作服，如今到處可見。

## 发展

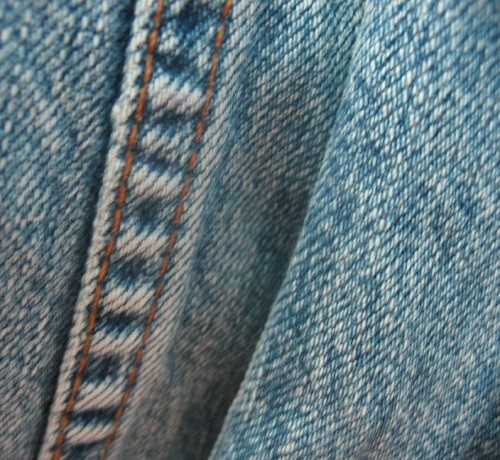
牛仔褲的代表布料——牛仔布，音译丹寧布

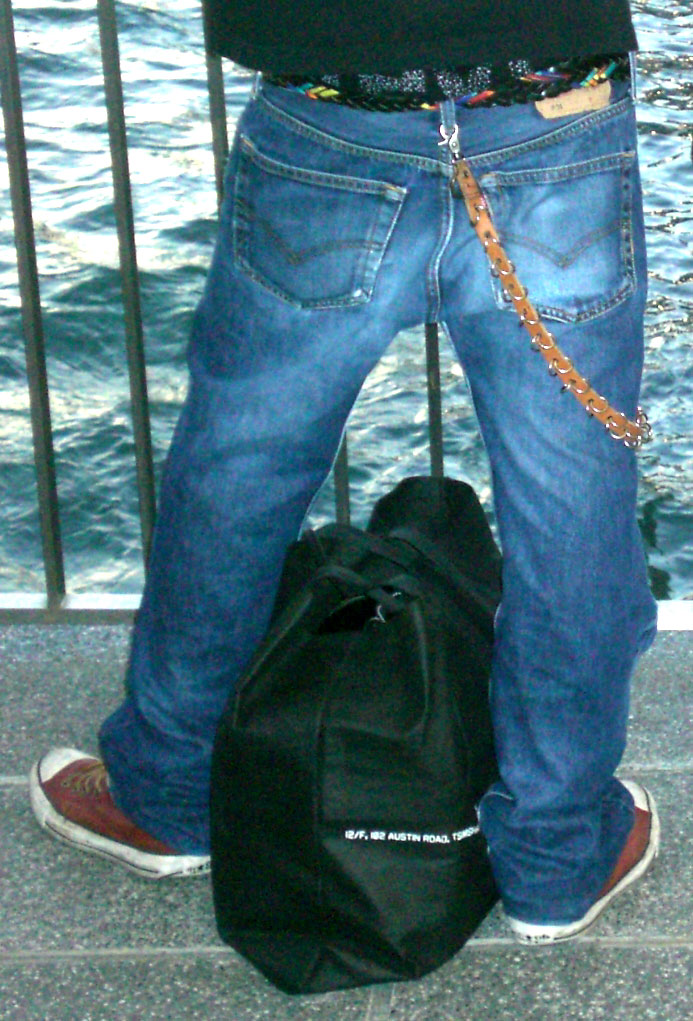
牛仔褲

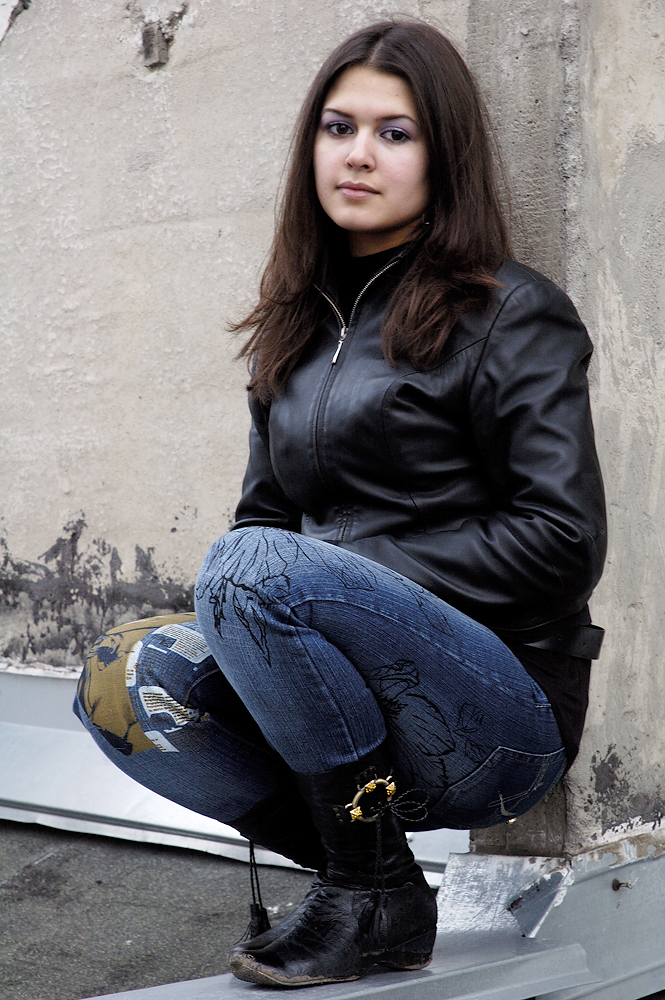
一名女子穿着牛仔裤

李维·斯特劳斯创造的只是Levi's这个品牌。但是，牛仔裤的发展得归功于那些明星们。
在早期的美国好莱坞电影中，好多明星都会穿着Levi's的牛仔裤。马龙·白兰度、（猫王）以及玛丽莲·梦露都穿上了LEVI'S。洒脱故事加之男人浪漫衣装的形象，营造出一种坚实、粗犷的原野生活的同时赋予了牛仔裤以浪漫又没有造作感的男人形象，更创造出了一种现代服装格式，奠定了一种“坚如磐石”的消费模式并在二十世纪中期作为美国文化的代表，不分国度、不分民族、不分老少和男女，在世界几乎所有国家里流行开来。
牛仔褲本來是扣鈕的，到了1926年，才由Lee製作出第一條使用拉鏈的牛仔褲。由於當時Lee的牛仔褲都是女裝褲，在前方裝有拉链的褲子在當時很轟動。
時至21世紀，牛仔褲亦演變成各具特色窄褲管、闊褲管、破洞牛仔褲等等，而不同年份都有作為潮流指標的款式，如1970年代所風行的闊腳牛仔褲，直到2018年又再次興起。　

## 分类
- 按裤型分类，可分为：

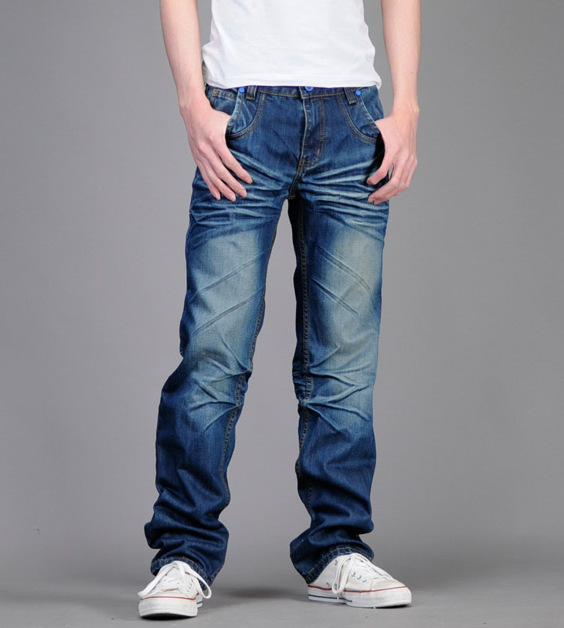
牛仔裤与时尚

  - 直筒型: 牛仔裤最基本的款式，如Levi's501、EDWIN503、Lee101等牌号
  - 瘦窄型: 强调体姿优美的款式，如Levi's606、EDWIN502、Lee301等牌号
  - 小喇叭裤管型: 考虑到穿高帮鞋时的方便，裤管稍大，如Levi's517、EDWIN101F、Lee102等牌号
  - 大喇叭裤管型: 七十年代风行一时的款式，膝盖以下的裤管极大，如Levi's646等牌号
  - 經典的紅布邊褲: 如EDWIN505牌号

- 按腰际线的高低，可分为:
  - 高腰牛仔裤: 裤腰位于肚脐以上,70-80年代在华人地区广泛流行
  - 中腰牛仔裤: 裤腰位于肚脐以下，胯骨以上，是如今最为常见的牛仔裤款式。
  - 低腰牛仔裤: 裤腰位于胯骨以下，低腰牛仔裤多为女士款式，但追求性感效果的男士牛仔裤也常有低腰或中低腰款式出现。

- 按丹寧布单位面积重量，可分为:
  - 轻型牛仔裤： 每平方码丹寧布重量小于8盎司的牛仔裤
  - 中型牛仔裤： 每平方码丹寧布重量大于8盎司，小于13盎司的牛仔裤
  - 重型牛仔裤： 每平方码丹寧布重量大于13盎司的牛仔裤

- 常用牛仔裤尺码与腰围和臀围尺码的大致对照表：

| 尺码 | 腰围     | 臀围     |
| 29号 | 二尺二寸 | 二尺九寸 |
| 30号 | 二尺三寸 | 三尺     |
| 31号 | 二尺四寸 | 三尺一寸 |
| 32号 | 二尺五寸 | 三尺二寸 |
| 33号 | 二尺六寸 | 三尺三寸 |
注:以上尺码均为英制单位

## 清洗
由于牛仔裤的制作工艺比较简单，在清洗时又与洗衣机内壁发生碰撞，往往会产生褪色问题。正规的牛仔裤用靛蓝染色，基本无环境问题；而使用其他染料（甚至涂料）染色的牛仔裤则可能发生环境污染。
另一方面，由于洗涤之后会产生褶皱，亦存在“永远不洗”的消费者。为了保持卫生和防止掉色，可以在洗之前将其翻面，用中性洗涤剂或牛仔裤专用洗涤剂清洗。并且，日光暴晒亦可能发生变色或掉色，故也有人洗完后仍然里外反着阴干。

## 品牌
- BRAPPERS & BIG JOHN
- Calvin Klein
- Cechy & Sacrament
- Chevignon
- Cheap Monday
- Denham
- Denim&Supply by Ralph Lauren
- DIESEL
- DKNY（Donna Karan New York）
- EDWIN
- ENERGIE
- Evisu
- Frankie B.
- GAS
- G-STAR
- GUESS
- J Brand
- JEANSDA
- Korakublue
- Lafoele
- Lee
- Levi's
- 7 for all mankind
- NET
- Nudie Jeans
- POLO JEANS
- PRPS
- rag&bone
- REPLAY
- Rock&Republic
- RMC MARTIN KSOHOH
- SOMETHING
- Texwood
- Tommy Jeans
- Wrangler
- Yoropiko
- WAGNER'S